# Cyclopogon lindleyanus
Cyclopogon lindleyanus är en orkidéart som först beskrevs av Link, Klotzsch och Christoph Friedrich Otto, och fick sitt nu gällande namn av Rudolf Schlechter. Cyclopogon lindleyanus ingår i släktet Cyclopogon, och familjen orkidéer. Inga underarter finns listade i Catalogue of Life.

## Bildgalleri

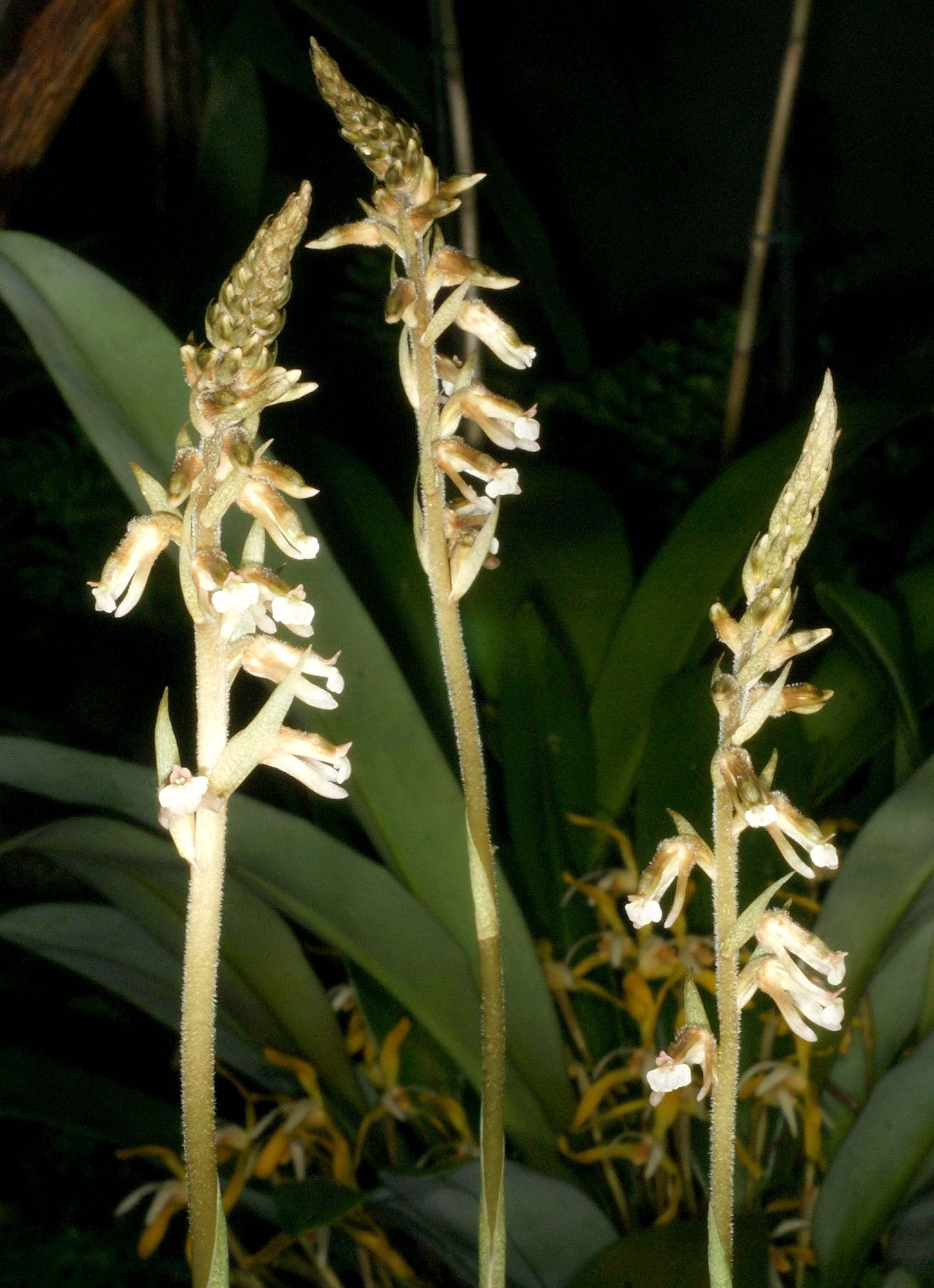
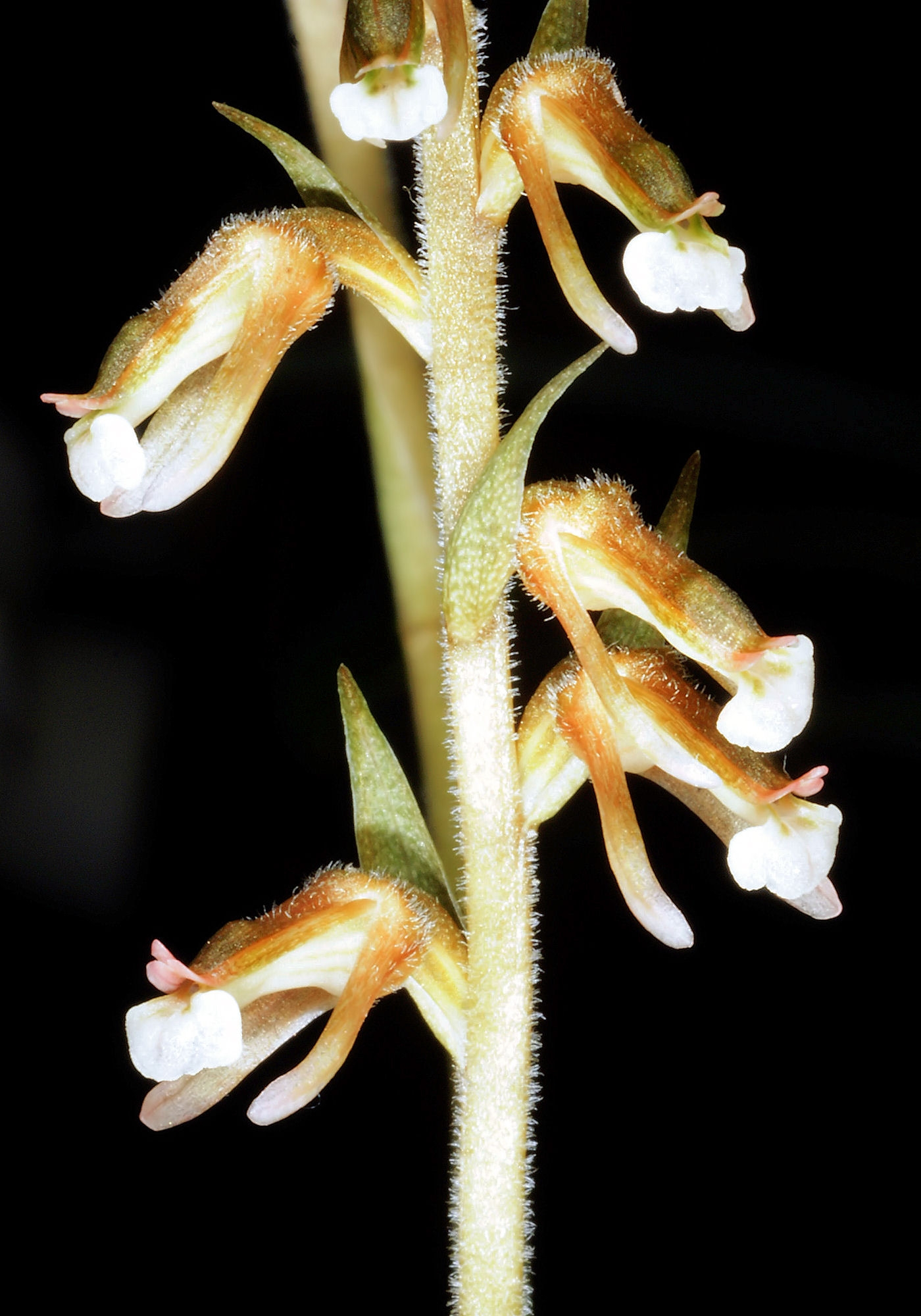